# Войниховский сельский совет (Лубенский район)
Войниховский сельский совет (укр. Войнихівська сільська рада) — входит в состав
Лубенского района
Полтавской области
Украины.
Административный центр сельского совета находится в 
с. Войниха.

## Населённые пункты совета
- с. Войниха
- с. Купьеваха
- с. Пески
- с. Терновщина